# Globasnitz
Globasnitz (szlovénül: Globasnica) osztrák község Karintia Völkermarkti járásában. 2016 januárjában 1593 lakosa volt.

## Elhelyezkedése

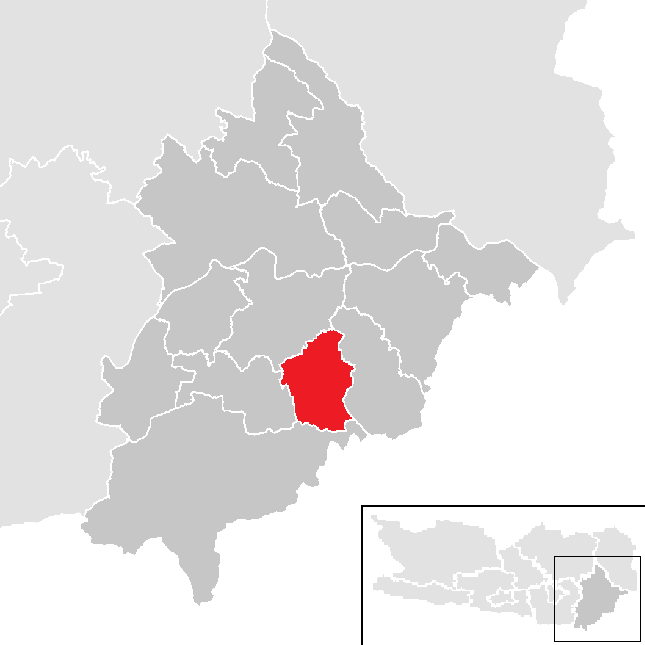
Globasnitz a Völkermarkti járásban

Globasnitz Karintia délkeleti részén helyezkedik el, a Jauntal völgye és a Karavanka-hegység között, a szlovén határhoz közel. Az önkormányzathoz 10 kisebb-nagyobb falu és településrész tartozik: Globasnitz (274 lakos), Jaunstein (155), Kleindorf (232), Podrain (98), St. Stefan (257), Slovenjach (14), Traundorf (313), Tschepitschach (76), Unterbergen (40), Wackendorf (144).
A környező települések: északra Eberndorf, keletre Feistritz ob Bleiburg, délre Eisenkappel-Vellach, nyugatra Sittersdorf. 	

## Története

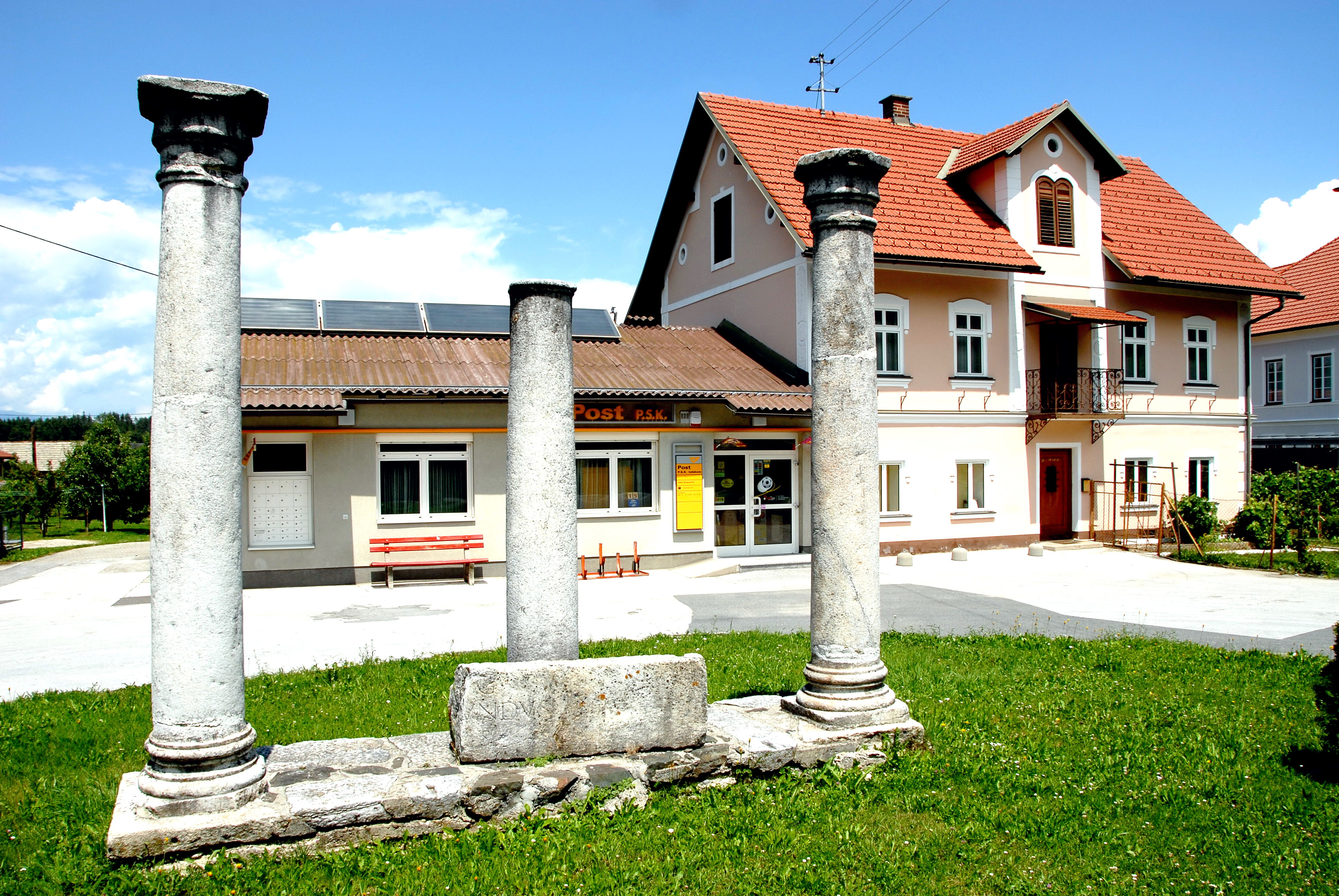
Római kori oszlopok Tschepitschachban

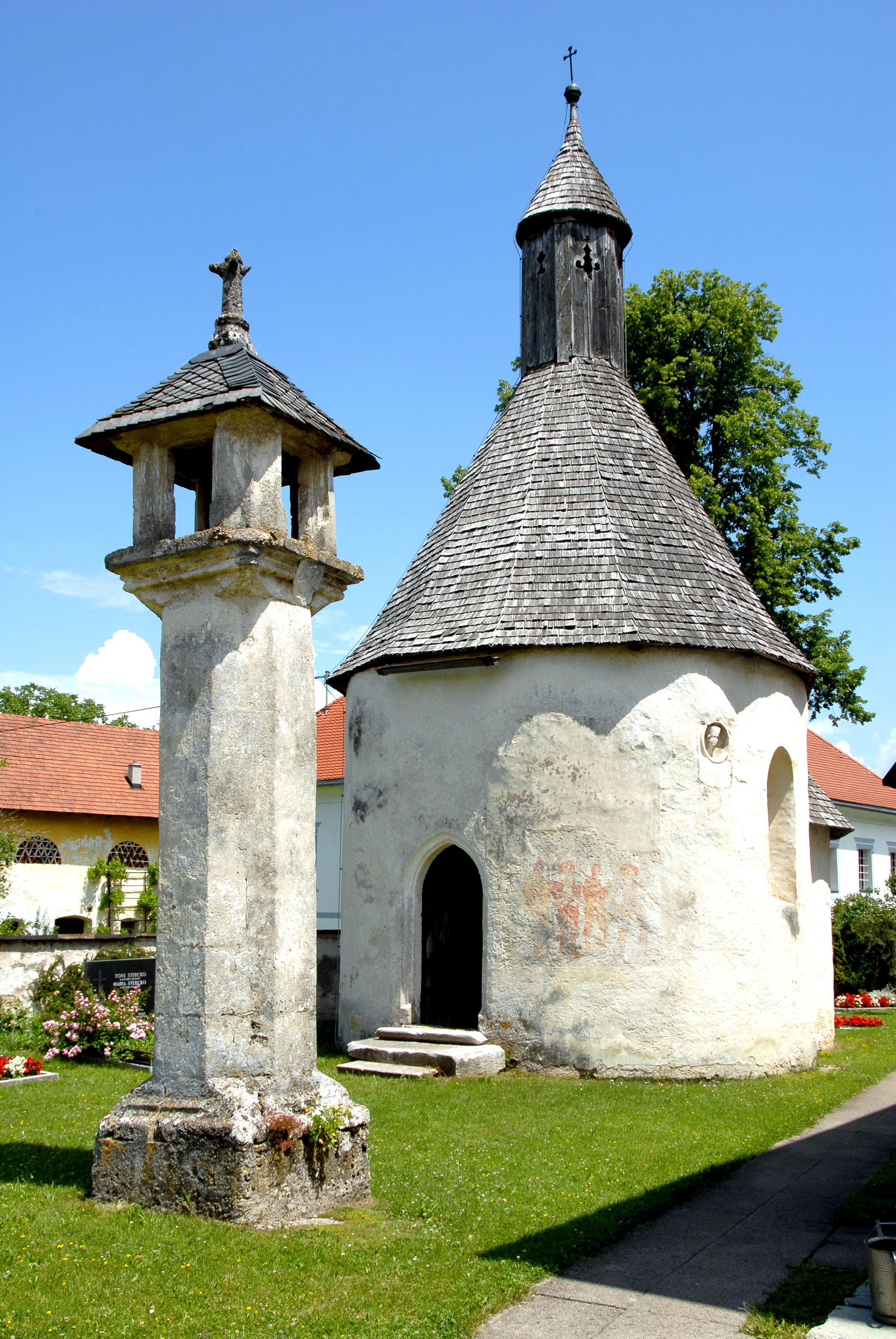
Globasnitz templomának csontkamrája

Globasnitz területén az ókorban kelták éltek, a Hemmabergen megtalálták Jovenat isten kultuszhelyét. I.e. 15-ben, miután a rómaiak annektálták Noricumot, a Virunumból Celeiába vezető út mentén katonai tábor és a futárok számára lóváltó állomás létesült, körülöttük pedig egy kis, Iuenna nevű település jött létre. Innen ered a völgy mai, Jauntal elnevezése. A régészek által talált sírköveket, üveg- és cseréptárgyakat, ékszereket a helyi múzeumban lehet megtekinteni. A helyiek a római és kelta isteneknek egyaránt áldoztak. A 4. században elterjedt a kereszténység ariánus változata, a Hemmebergen két római stílusú mozaikokkal díszített keresztény szentélyt találtak. 500 körül szlávok települtek be a régióba és a kereskedelmi út megszűntével Iuenna elnéptelenedett. A szláv népesség hosszú távon megmaradt, az 1910-es népszámláláskor még 1264 szlovén és 21 német élt Globasnitzban.  
Globasnitz első írásos említése 1143 és 1163 között történt Globasinvilla formában. Templomáról 1265-ben, az egyházközségről 1296-ban történik említés először. 
Az önkormányzat 1850-ben jött létre, de 1865 és 1876 között Eberndorfhoz csatolták. 

## Lakosság
A globasnitzi önkormányzat területén 2016 januárjában 1593 fő élt, ami némi visszaesést jelent a 2001-es 1645 lakoshoz képest. Akkor a lakosok 98,2%-a osztrák állampolgár volt. A helybeliek 54,2%-a német, 42,1%-a szlovén anyanyelvű volt. 96,0% katolikusnak, 0,7-0,7% evangélikusnak, illetve mohamedánnak, 1,7% pedig felekezet nélkülinek vallotta magát. 

## Látnivalók
- a Hemmaberg ahol öt ókeresztény templom maradványai, a Szt. Hemma és Dorothea zarándoktemploma és a Rosalie-barlang és -forrás található.
- a régészeti múzeum
- az osztrogót temető
- a román-gótikus stílusú Mária mennybemenetele-templomban 14-15. századi freskók láthatók. A csontkamra kora 16. századi
- St. Stefan temploma
- az 1970-es években épült Elberstein-kastély
- a feuersbergi vár romjai

## Fordítás
- Ez a szócikk részben vagy egészben  a   Globasnitz című német Wikipédia-szócikk ezen változatának fordításán alapul.  Az eredeti cikk szerkesztőit annak laptörténete sorolja fel. Ez a jelzés csupán a megfogalmazás eredetét és a szerzői jogokat jelzi, nem szolgál a cikkben szereplő információk forrásmegjelöléseként.